# Andreas Estner
Andreas Estner (Munique, 3 de julho de 2000) é um automobilista alemão.

## Carreira

### Campeonato de Fórmula 3 da FIA
Em 2019, Estner foi contratado pela equipe Jenzer Motorsport para a disputa da temporada inaugural do Campeonato de Fórmula 3 da FIA. Em 26 de agosto de 2020, foi anunciado que Estner substituiria Sophia Flörsch na equipe Campos Racing na sétima rodada da temporada de 2020, que foi realizada em Spa-Francorchamps, em virtude de um compromisso de Flörsch com a European Le Mans Series. Com Flörsch retornando a competir na Fórmula 3 na rodada seguinte.